# Sphinx vashti
Sphinx vashti är en fjärilsart som beskrevs av John Kern Strecker 1878. Sphinx vashti ingår i släktet Sphinx och familjen svärmare. Inga underarter finns listade i Catalogue of Life.